# 빅토어 클리마
빅토어 클리마(독일어: Viktor Klima, 1947년 5월 18일 니더외스터라이히주 슈베하트 ~ )는 오스트리아의 정치인, 기업인이다. 소속 정당은 오스트리아 사회민주당이다.

## 생애
1969년 오스트리아의 석유 회사인 OMV에 입사했으며 1992년 정계에 입문했다. 1992년부터 1996년까지 오스트리아 철도·국유 산업부 장관을 역임했고 1996년부터 1997년까지 오스트리아 재무부 장관을 역임했다.
1997년 1월 28일 프란츠 프라니츠키 수상이 사임하면서 오스트리아의 연방수상으로 취임했지만 2000년 2월 4일 오스트리아 국민당 소속의 볼프강 쉬셀에게 수상 자리를 넘겨주고 사임했다.